# رأس المال الثابت

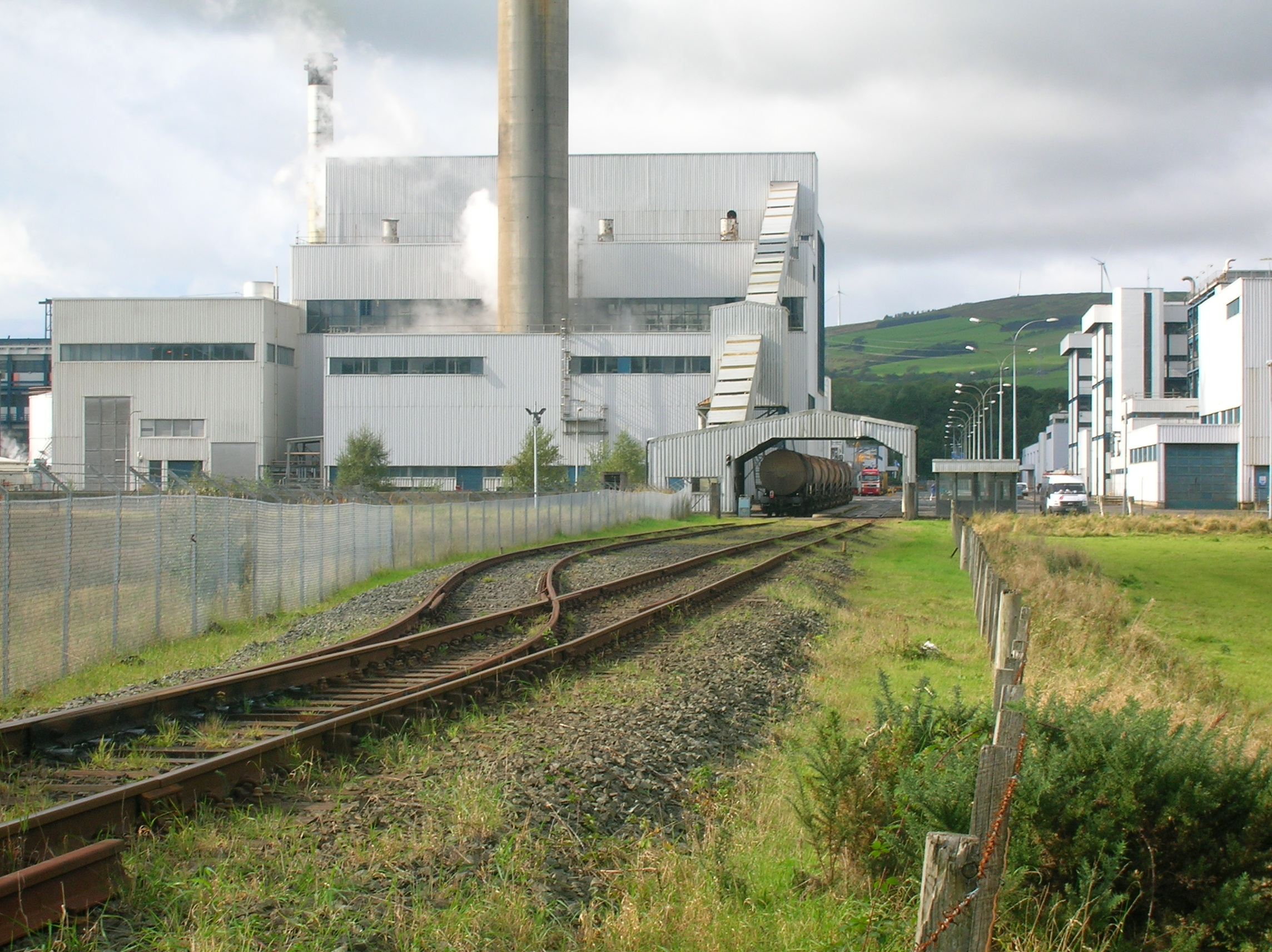

رأس المال الثابت (Fixed Capital)، وهو الجزء من رأس المال الذي يوجد على شكل وسائل إنتاج تشمل الأبنية والمنشآت والآلات، والأجهزة، والطاقة المحركة، والتجهيزات، والمواد الأولية، والمواد المساعدة.
حيث تنتقل قيمة رأس المال الثابت إلى السلع المنتجة بصورة متفاوتة من خلال دورات إنتاجية متعددة على شكل أجزاء، ويستهلك رأس المال الثابت كالمواد الأولية والطاقة الحركية كليا في عملية الإنتاج وتنتقل قيمته للسلع مشكلا قسما من رأس المال الدائر في الاقتصاد القومي.